# Università statale ciuvascia
L'Università statale ciuvascia (Universitas Tschuvaschicensis) è la principale università di Čeboksary fondata il 17 agosto 1967. È intitolata al filosofo Il'ja Nikolaevič Ul'janov (padre di Lenin).

## Unità didattiche
L'università comprende 21 facoltà, tre filiali e un centro per la formazione continua.

### Facoltà
- Facoltà di design e tecnologia dei computer
- Facoltà di giornalismo;
- Dipartimento di lingue straniere;
- Dipartimento di informatica e ingegneria informatica;
- Facoltà di Lettere;
- Dipartimento di storia e geografia;
- Dipartimento di ingegneria meccanica;
- Facoltà di medicina;
- Facoltà di lavoro con gli studenti stranieri;
- Facoltà di ingegneria ed elettronica;
- Facoltà di ingegneria civile;
- Facoltà di management e psicologia;
- Dipartimento di matematica applicata, fisica e informatica;
- Facoltà di lettere;
- Dipartimento di chimica farmaceutica;
- Facoltà di filologia e della cultura della Ciuvascia;
- Facoltà di economia e management;
- Facoltà di economia;
- Facoltà di ingegneria elettrica;
- Dipartimento di energia elettrica;
- Facoltà di giurisprudenza.

## Filiali
- Filiale di Alatyr'
- Filiale di Batyrevo
- Filiale di Kanaš